# Дригуш Неоніла Ігорівна
Крем`янчанка Неоніла  (Дригуш Неоніла Ігорівна), (нар. 29 травня 1959, м.Кременець, Тернопільська область) — українська письменниця, поетеса, краєзнавець, журналістка. 
Член Національної спілки письменників України (2015), Наукового товариства ім. Шевченка (2014), Національної спілки журналістів України (2013), Національної спілки краєзнавців України (2014). 
Закінчила Тернопільський педінститут (нині ТНПУ ім. В.Гнатюка), працювала вчителем, науковим працівником Тернопільського обласного краєзнавчого музею.                                                                                                                                                                                                                                                                                                                                               
Творчість
Із 1992 – член Галицько-Волинського об’єднання  літераторів, із 1996 -  член літоб’єднання  при обласній  організації НСПУ. Друкувалась в регіональних, всеукраїнських і зарубіжних виданнях - газети «Свобода», «Вільне життя», «Сіяч», «Діалог», «Тернопільська газета», "Наш день", "Українська газета" (видання для українців в Італії), у  виданні УРП «Тернистий шлях» (Тернопіль) і  часописі «Незборима  нація» (Київ»), у альманахах «Курінь», «Літературний Тернопіль», «Подільська толока», щорічниках «Тернопілля -95» та «Тернопілля-96».                                                                                                                                                                                                                                                                                                                                               
Автор книг:
- «Орлине гніздо» (1995) – літературні обробки легенд  Кременеччини (доповнена і перевидана  в 2001, 2013, 2021 рр., (у 2013-му ввійшла майже повністю до антології «Слово про Кременець»),

- «Було в матері три сини» (1999) – нариси та оповідання про боротьбу УПА на Тернопіллі (перевидана у 2009 р. Інститутом Історії України НАН України, Кременецьким ОГПІ ім. Т. Шевченка в збірнику «Нескорена Кременеччина у першій половині ХХ століття (сторінки пам’яті)»;

- збірка поезій «Зорепад любові» (2013); книга нарисів та оповідань про Майдан і Небесну сотню «Рабів до раю не пускають» (2015, перевидана в 2021 р.);

- повість про українських заробітчанок «Заробітчанське щастя» (2017);

- збірник вибраних творів «Живу тобою, Україно!" (2019).
- книга нарисів та оповідань про героїв російсько-української війни "Гроно калини на долоні" (2021).

Посилання:
1. Галина Гордасевич. "Купив оце в Дубні книжечку".— 1993. — № 10-12 (жовтень-грудень). — С. 145
2. Легенди отчого краю. Діалог. — 1995. — № 2 (29 травня.). — С. 4.
3. Дивоквіти її любови. Вільна думка (Австралія. Сідней). Ч.10. 10 березня 1996 р.
4. "Виліт з "Орлиного гнізда" Вільне життя — 1996. — № 33 (19 березня). — С. 1.
5. Легенди Неоніли Кремянчанки. Тернопіль Вечірній. — 1996. — № 13 (24 лютого.). — С. 3.
6. Друга книга Неоніли Крем’янчанки. Свобода. — 1999. — № 93 (11 вересня.). — С. 1.
7. Неоніла ДРИГУШ (Крем’янчанка): «Вірю в щасливу зорю України».Свобода. — 2019. — №  (29 травня.). — С. 4.
8. Збірка легенд стала легендарною: вийшла з друку вже вчетверте  [Архівовано 13 листопада 2021 у Wayback Machine.]
9. "Гроно калини на долоні" створила письменниця з Тернополя
10. Тернопільська письменниця створила книгу про бійців АТО/ООС «Гроно калини на долоні» [Архівовано 13 листопада 2021 у Wayback Machine.]
11. Збірка легенд - джерело мудрості [Текст] : [огляд четвертого вид. книги Н. Крем'янчанки "Орлине гніздо : Легенди Крем'янеччини"] / В. Семеняк // Сільський господар плюс Тернопільщина. — 2020. — № 38 (23 верес.). — С. 7 : фот.
12. "Гроно калини на долоні" [Текст] : [огляд книги Н. Крем'янчанки "Гроно калини на долоні"] / В. Семеняк // Сільський господар плюс Тернопільщина. — 2021. — № 50 (15 груд.). — С. 7 : фот.